# FXR
El receptor X fernesoide (FXR, de sus siglas en inglés "Farnesoid X receptor"), también conocido como NR1H4 (de sus siglas en inglés "nuclear receptor subfamily 1, group H, member 4") es un receptor nuclear de hormonas con una actividad similar a la que poseen otros receptores de esteroides como el estrógeno o la progesterona, pero más similar aún a la actividad de receptores como PPAR, LXR y RXR. La proteína FXR es codificada por el gen nr1H4.
El receptor FXR se expresa a elevados niveles en el hígado y en el intestino. El ácido quenodeoxicólico y otros ácidos biliares son ligandos naturales de FXR. Al igual que otros receptores esteroideos, cuando es activado, el receptor FXR se trasloca al interior del núcleo celular, forma un dímero (en este caso un heterodímero con RXR) y se une a un elemento de respuesta a hormonas en el ADN, lo que provoca la expresión o represión de determinados genes.
Una de las principales funciones de la activación de FXR es la supresión de la colesterol 7 alfa hidrolasa (CYP7A1), una enzima limitante en la síntesis de ácidos biliares desde colesterol. FXR no se une directamente al promotor del gen cyp7A1, sino que induce la expresión de la proteína SHP que actúa inhibiendo la transcripción de este gen. Es este sentido, se establece una autorregulación de feedback negativo, mediante la cual la síntesis de ácidos biliares es inhibida cuando los niveles en célula son muy elevados.

## Interacciones
El receptor FXR ha demostrado ser capaz de interaccionar con:
- PPARGC1A[2]
- RXRA[3]